# Črna na Koroškem
Črna na Koroškem je naselje z 2.124 prebivalci (2021, 2002 še 2.343), središče občine Črna na Koroškem. 
Črna leži na 575 m nadmorske višine ob sotočju reke Meže in Javorskega potoka na začetku Mežiške doline. Na severu jo obdaja Šumahov vrh, na zahodu in severozahodu je Peca ter Obistove skale.
Ima približno 2.100 prebivalcev, ki se večinoma zaposlujejo v CUDVju, TABu in trgovinah, nekaj pa je kmetov, ki živijo v okolici. V centru Črne je spomenik, ki ga je zasnoval Jože Plečnik in je posvečen padlim borcem. Okoli njega se nahajajo pošta, občina in poročna dvorana, nad njim pa se mogočno dviga cerkev svetega Ožbolta. V Mušeniku je majhna graščina in zapuščene fužine, ki so bile nekoč v lasti grofa Thurna. Legenda pravi da je pod Peco v jami zaspal Kralj Matjaž. Danes je ta jama še vedno tam in je na voljo za ogled. V Črni je v Ludranskem vrhu Najevska lipa. Legenda pravi, da so Turki na begu pred domačini zakopali zaklad in, da bi se pozneje spomnili kje je zakopan so nad tisto mesto posadili 12 lip.

## Šport
V Črni je manjše smučišče in stadion, ki ga uporablja klub NK Peca, ki igra v 1. MNZ Maribor.

## Zgodovina
Črna je bila prvič omenjena leta 1109 kot Črni potok, leta 1137 pa kot Črna (vir: avstrijska umetnostno-zgodovinska topografija (Dunaj 1889, str. 306)). Leta 1309 je zapisan župnik iz Črne. Leta 1323 je Konrad Auffesteinski skupaj s Pliberkom dobil tudi posestva Javorje in Črno, leta 1368 pa so vse skupaj dobili Habsburžani.
Leta 1601 je vse skupaj od cesarja kupil grof Janez Ambrož Thurn-Valsassina. Kraj je vse do danes precej tesno povezan z grofovsko družino. Thurni so imeli Črno v lasti vse do leta 1782, ko je bilo odpravljeno dedno kmečko podložništvo, ne pa tudi lastništvo posesti, hiš ali obratov.
Leta 1620 se je v Črno naselil fužinar in rudar iz Labotske doline Melhior Puc ter prenesel tudi svoje koncesije za dve talilni peči. Leta 1624 je rudnik in fužine prodal grofu H. L. Thurnu. Tako se je v Mežiški dolini začelo rudarstvo (svinec, cink) in železarstvo. V koroškem deželnem muzeju v Celovcu hranijo pisni vir iz leta 1644, ki omenja rudarjenje v Črni, listina iz leta 1665 pa dovoljuje kopanje svinčenega sijajnika. V 17. in 18. stoletju je sledilo močno priseljevanje v Črno in okolico. Rudarjenje svinčeve in cinkove rude se je nadaljevalo 330 let z nekaj vmesnimi prekinitvami.
V Črni pa je 100 let zaznamovalo tudi železarstvo. Železarna grofov Thurnov je bila najprej zgrajena v letih 1772–1775 v Črni. V 2. polovici 18. stoletja so zgradili tudi nujne poti, saj so rudo vozili iz drugih krajev. Obstaja podrobno poročilo o delovanju železarne grofov Thurnov iz Pliberka na Črni iz leta 1804. Železarstvo v Črni je trajalo do konca 19. stoletja, ko se je preselilo v Ravne zaradi ugodnejše lege in železnice.
Prva pošta v Črni na Koroškem (tedaj Schwarzenbach bei Bleiburg, kasneje, Schwarzenbach bei Praevali, Črna pri Prevaljah, Černo pri Prevaljah, Črna, Črna na Koroškem) je bila ustanovljena 1. julija 1871. 
Prebivalci so sodelovali v prvi in drugi svetovni vojni, slednja je imela med populacijo Črne imela višje število žrtev.

## NOB
Nemški okupator je imel v Črni močno postojanko. V mesecu aprilu 1941 je pričel izseljevati prebivalce na Hrvaško, Srbijo in drugam. Kmalu po ustanovitvi OF je le-ta pričela z delovanjem tudi v Mežiški dolini.
Poleti 1941 je pričel Gestapo z zapiranjem organizatorjev vstaje. Od decembra 1942 do marca 1943 se je v Topli organizirala 1. koroška četa, 1. 4. 1943 pa je bil ustanovljen 1. koroški bataljon. V Topli je bila 24. aprila 1944 ustanovljena Koroška grupa odredov. Septembra 1944 je bila na območju Bistre postavljena partizanska bolnišnica B-11, ki je delovala do februarja 1945. V okviru bojev za osvoboditev Slovenije so enote 14. divizije od 3. do 6. maja 1945 bile hude boje za osvoboditev Črne.

## Črna danes
Danes pa so njeno ime ponesli v svet mnogi znani smučarji, alpinisti, nogometaši ter pevci, kot so na primer bratje Pudgar, Katjuša Pušnik, Tina Maze, Mitja Kunc, Aleš Gorza, Nataša Lačen, Samo Vidovič, pevca Fredy Miler, Milan Pečovnik - Pidži, skladatelj Mojmir Sepe itd.

## Naravne znamenitosti
- Najevska lipa oziroma lipovec (Tilia cordata), raste ob Najevnikovi domačiji v Ludranskem vrhu nad Črno na Koroškem. Je najdebelejše drevo v Sloveniji. Leta 1969 ji je gozdarski inženir Sgerm v prsni višini izmeril obseg 11,24 metra. Leta 1980 so ugotovili trhli obod in zato manjši obseg. Leta 1993 so lipi odstranili trhel in vlažen les iz notranjosti. Meritev obsega je bila tedaj 10,56 metra, leta 2006 pa 10,70 metra.

- Božičev slap se nahaja pri kmetiji Božič nad Črno na Koroškem ob cesti v Javorje.

- Rezmanov slap je 9 m visok in precej vodnat. Prav tako se nahaja v bližini Božičeve kmetije.

- Helenski potok izvira pod Stoparjevim vrhom (1027 m), teče pod Sv. Heleno in rudnikom Helena. V spodnjem toku teče skozi sotesko pod Navrškim vrhom (1001 m) in se izliva v Mežo. V približno 3 km dolgem toku naredi 300 m višinske razlike in več šumov (manjših slapišč - Helenski slap).

- Krajinski park Topla predstavlja alpsko dolino pod južnimi stenami Pece. Zaščitena je zaradi svojih izjemnih naravnih lepot. Tu se nahajajo mogočne in osamele kmetije Burjak, Florin, Kordež, Fajmut in Končnik, ki jih obdajajo obsežni, gosti smrekovi in macesnovi gozdovi, v dolini pa so pašniki. Kmetije v Topli so sestavljene iz niza poslopij, ki so prebivalcem omogočala samozadostnost; etnologi jih imenujejo »celki«.

- Peca je najvzhodnejši dvatisočak v Sloveniji. Obsežno goro na južni strani omejujeta dolini Tople in Meže, na severu pa Podjuna v Avstriji. Njeno vršno zgradbo sestavlja več vrhov. Najvišji je Kordeževa glava (nemško Kordeschkopf) in je visoka 2.126 m. Je planotasta, porasla s travo in nizkim rušjem. Preko Pece teče državna meja med Slovenijo in Avstrijo.

- Dolina Bistre leži med Belo pečjo (1423 m) in Velikim Travnikom (1637 m) na jugu ter Oraževim hribom (1300 m) in Kneževo špico (1222 m) na severu. Kmetije so večinoma na dnu doline, pobočja nad dolino so strma in gozdnata. Posebnost Bistre so koroški čebelnjaki.

- Podobo Kralja Matjaža v steni Pece je mogoče z malo domišljije opaziti v severni steni Pece.

## Kulturne znamenitosti
Polnoplastična, ulita počena krogla z vidnim jedrom kiparja Franceta Rotarja (1933-2001) stoji v parku pred hotelom Krnes. Na ravenski Formi vivi jo je izdelal v jeklu in izkoristil surovo teksturo materiala, ki z leti z rjavenjem le pridobiva v slikovitosti izraza.
V neposredni bližini planinskega doma na mali Peci leži votlina kralja Matjaža. Deloma umetno izdolben rov z votlino, v kateri je kip legendarnega kralja Matjaža. 
Plečnikov spomenik padlim borcem v 1. in 2. svetovni vojni stoji sredi Črne in je bil postavljen leta 1952.

## Sakralne znamenitosti
Cerkev sv. Ožbolta stoji sredi Črne na Koroškem. Župnija Črna se prvič omenja leta 1137 kot podružnica Šmihela pri Pliberku. Od leta 1461 do leta 1787 je pripadala ljubljanski škofiji. Samostojna župnija je postala leta 1616. Posvečena je zavetniku koscev, živine in proti kugi. Je primer enovito zasnovane neoromanske arhitekture. Današnjo podobo pa je dobila leta 1885, ko je bila obnovljena po požaru.
Poleg glavnega oltarja s podobo sv. Ožbolta, kralja s krono, žezlom in ptico v roki sta v cerkvi še dva stranska oltarja (Marijin in Križev). Lepo stropno poslikavo krasijo freske z upodobitvami svetnikov. Vitraži ob glavnem oltarju nosijo podobe sv. Srca Jezusovega in Marijinega.

## Etnološka zbirka
V centru naselja se v prostorih bivše pošte nahaja Etnološka zbirka, ki z eksponati iz 19. in prve polovice 20. stoletja priča o življenju, delu in bivalni kulturi prebivalcev Črne in okoliških kmetij.
Zbirka obsega 230 eksponatov in je bila prvič postavljena leta 1978. Gradivo je občina pridobila od zbiralca Mira Prodnika. Zbirka obsega predmete iz vsakdanje rabe, različne dele notranje opreme (skrinja, ure, posoda ...) in različna orodja, vse to pa dopolnjujejo stare fotografije in njihove povečave.